# Patryk Karpiesiuk
Patryk Karpiesiuk – australijski zapaśnik walczący w stylu wolnym. Brązowy medalista mistrzostw Oceanii w 2007 i juniorów w 2007 roku.